# بنی فوده (بومرداس)
بنی فوده یک منطقهٔ مسکونی در الجزایر است که در ناحیه بومرداس واقع شده‌است. بنی فوده ۳٫۶ کیلومتر مربع مساحت دارد ۳۸۰ متر بالاتر از سطح دریا واقع شده‌است.